# Ferenc Kontra (pisac)
Ferenc Kontra ( Draž, Hrvatska, 18. lipnja 1958.) Nagrađivani je Mađarski pjesnik, pisac i prevoditelj. Dobitnik je Mađarske državne nagrade za književnost   József Attila

## Životopis
Kontra je rođen 1958. u Dražu (Darázs),u Hrvatskom dijelu Baranje. Ondje je radnjom smještena i njegova prva novela Drávaszögi keresztek (“Dravski križevi”, 1988.) u kojoj priča obiteljsku priču svoje majke. Kontra je osnovnu i srednju školu pohađao u Hrvatskoj, nakon čega je nastavio školovanje u Mađarskoj. Pohađao je gimnaziju Lajos Nagy u Pečuhu kojunje yavršio 1977. godine. Kasnije se pozabavio pričom o učenicima internata koji putuju preko granice u svom romanu Gimnazisták (“Srednjoškolci”, 2002.), koji je smješten u pozadinu Kádárovog i Titovog režima 1970-ih. Roman je postigao veliki uspjeh u Mađarskoj i sada je obavezna lektira u srednjim školama.
Studirao je Anglistiku i Mađarsku filologiju na Sveučilištu u Szegedu, gdje je diplomirao 1982. godine. Nkaon završenog studija vraća se u Hrvatsku i od 1983. godine radi u kulturnoj redakciji Osječkog tjednika na Mađarskom jeziku Magyar Képes Ujság. Godine 1987. preselio se u Novi Sad (Srbija) i radio u časopisu Új Symposium (Novi simpozij) do 1991. godine. Zatim je prešao u rubriku lokalnih dnevnih novina Magyar Szó. Nakon toga zapošljava se u dnevnim novinam  "Kilátó" kao urednik književnog priloga do 2015. godine. Predaje kreativno pisanje na Odsjeku za mađarski jezik i književnost Sveučilišta u Novom Sadu.
Djela su mu prevedena na Njemački, Engleski, Francuski, Poljski, Rumunjski, Bugarski, Hrvatski i Srpski jezik. Među ostalim, njegova su djela objavljena u časopisima Tiszatáj, Hévíz, Litera, Revizor, Mozgó Világ, Forrás, Új Írás, Irodalmi Szemle, Múlt és Jövő, Nappali Ház, Holmi, 2000, Beszélő i Alföld, Eső, Kortárs, Törökfürdő, Látó, Székelyföld, Mađarska radionica u Parizu, Akcent, Leopold Bloom, Mitteleuropa, Literaturen, Borussia, Republika, Reč, Izdavač Literatura na Świecie i Život i književnost .

## Nagrade i priznanja
- Nagrada Sinkó Ervin (1987.)
- Prva nagrada na natječaju za roman Foruma Könyvkiadó (1987.)
- Nagrada Károly Szirmai (1992.)
- Stipendija Zsigmonda Móricza (1994.)
- Nagrada Artisjus (1995.)
- Nagrada Lajos Nagy (1995.)
- Dobitnik nagrade za kratku priču Holmi (1997.)
- Nagrada Most (1998.)
- Zlatno pero (1999.)
- Njemačka književna stipendija Herrenhaus Edenkoben (2000.)[3]
- Prva nagrada 1. natjecanja vojvođanskih mađarskih dramatičara (2001.)
- NKA stipendija (2011.)
- Memorijalna nagrada Bertha Bulcsu (2012.)
- Nagrada Sándor Márai (2013.)
- Nagrada József Attila (2014.)[4]
- Književna nagrada Herceg János (2015.)[5]
- Nagrada Fiction Observer (2017.)[6]
- Nagrada Arany János (2018.)[7]
- Nagrada za najbolju knjigu godine (2018.)[8]
- Mađarska nagrada Lovorov vijenac (2022.)
- Nagrada Prima Primissima (2023.)

## Književno stvaralaštvo
- Ukazanja. Magyar Képes Újság, Eszék, 1984
- Bijela ogledala. Izdavačka kuća Forum, Novi Sad, 1986
- Kutni križevi. Roman. Izdavačka kuća Forum, Novi Sad, 1988
- Sotonino carstvo je veliko. Izdavačka kuća Forum, Novi Sad, 1991
- Preci jussan. Kratke priče. Izdavačka kuća Forum, Novi Sad, 1993
- Zemlja mrtvih. Kratke priče. Visoka učiteljska škola, Kecskemét, 1993
- Kalendar. Priče iz djetinjstva. Izdavačka kuća Forum, Novi Sad, 1993
- Oni se tako lome. Izdavačka kuća Forum, Novi Sad, 1995
- Ribarski sinovi. Kako pričaju Kopácovi. Izdavačka kuća Forum, Novi Sad, 1996
- Ubojstvo zbog jogurta. Grijeh kao proza. Izdavačka kuća Forum, Novi Sad, 1998
- Psi iz dvorca. Poglavlja jednog putovanja. Izdavačka kuća Forum, Novi Sad, 2002
- Srednjoškolci. Mađarska, od početka. Mađarski književni klub, Budimpešta, 2002
- Sat vukova. Mađarski književni klub, Budimpešta, 2003
- Beč. Izvan tračnica. Helikon, Budimpešta, 2006
- Đavo vjetra i druge priče (koautor: Béla Csorba ) Zavod za udžbenike, Beograd, 2007.
- Kutni križevi. Eletjel - Szabadka, HunCro - Eszék, Magyar Napló - Budimpešta, 2008.
- Mađarska književnost Hrvatske - od početaka do danas. HunCro, Eszék, 2011
- Stranac (trilogija). Magyar Napló, Budimpešta, 2013
- Roman anđela. Magyar Napló, Budimpešta, 2014
- Životni ciklusi. HMPF – FMPDH, Eszék, 2017
- Most iz snova. Magyar Napló, Budimpešta, 2018
- Zamka za leptire (I druge zamke). Magyar Napló, Budimpešta, 2020
- Wiener Kerle, Magyar Napló, Budimpešta, 2022. (njemačka verzija Wien onside the rails)
- Dječak, L'Harmattan, Budimpešta, 2023